# Yaya DaCosta
Yaya DaCosta, född som Camara DaCosta Johnson 15 november 1982 i Harlem, New York, är en amerikansk skådespelerska och fotomodell. 
DaCosta blev känd år 2004 då hon deltog i den tredje säsongen av America's Next Top Model där hon kom på en andraplats efter vinnaren Eva Pigford. Som skådespelare har hon bland annat haft roller i The Kids Are All Right (2010) och The Butler (2013). Från 2015 till 2021 medverkade hon i Chicago Med.
Från 2015 till 2021 har DaCosta medverkat i Chicago Med som April Sexton, en sjuksköterska. Den 14 maj 2021 meddelade DaCosta att hon lämnar Chicago Med efter sex säsonger.
Den 26 juni 2012 gifte sig Yaya DaCosta med Joshua Bee Alafia. I september 2013 födde hon deras son. Hon tog då efternamnet Alafia. Paret separerade 2015.

## Filmografi i urval

### Film
| År   | Titel                  | Roll              | Anmärkningar                            |
| ---- | ---------------------- | ----------------- | --------------------------------------- |
| 2006 | Take the Lead          | LaRhette          |                                         |
| 2007 | Honeydripper           | China Doll        |                                         |
| 2009 | The Messenger          | Monica Washington |                                         |
| 2010 | The Kids Are All Right | Tanya             | Premiär vid Sundance Film Festival 2010 |
| 2010 | Tron: Legacy           | Siren             |                                         |
| 2011 | In Time                | Greta             |                                         |
| 2013 | The Butler             | Carol Hammie      |                                         |
| 2014 | Säg aldrig aldrig      | Kennedy           |                                         |
| 2015 | Whitney                | Whitney Houston   | Lifetime dramadokumentär                |
| 2016 | The Nice Guys          | Tally             |                                         |

### TV
| År      | Titel           | Roll             | Anmärkningar                           |
| ------- | --------------- | ---------------- | -------------------------------------- |
| 2008    | All My Children | Cassandra Foster | Återkommande roll; 44 avsnitt          |
| 2009    | Ugly Betty      | Nico Slater      | Återkommande roll, säsong 4; 7 avsnitt |
| 2011–12 | House           | Anita            | Återkommande roll; 2 avsnitt           |
| 2015–19 | Chicago Fire    | April Sexton     | Återkommande roll; 11 avsnitt          |
| 2015–21 | Chicago Med     | April Sexton     | Huvudroll; 103 avsnitt säsong 1-6      |
| 2017–19 | Chicago P.D.    | April Sexton     | 3 avsnitt                              |